# Cerizy
Cerizy es una comuna francesa, situada en el departamento de Aisne, de la región de Alta Francia.

## Demografía
| 82 | 84 | 86 | 62 | 64 | 48 | 55 | 66 |
| Para los censos de 1962 a 1999 la población legal corresponde a la población sin duplicidades (Fuente: INSEE [Consultar]) |    |    |    |    |    |    |    |